# Наукова мова в Інтернеті
Науковому дискурсу в інтернеті властиве як спільне, так і відмінне із традиційною реалізацією наукової мови, яка функціонує здебільшого у друкованому вигляді.

## Ознаки наукового стилю
Науковому дискурсу в мережі Інтернет властиві всі ознаки наукового стилю, серед яких виділяють:
- Понятійніть та предметність тлумачень
- Логічна послідовність та доказовість викладу
- Узагальненість понять та явищ
- Об’єктивний аналіз
- Застосування класифікаційного підходу до опису наукових об’єктів
- Використання абстрактних понять
- Точність та лаконічність висловлювань
- Аргументація та переконливість тверджень
- Однозначне пояснення причиново-наслідкових відношень
- Докладні висновки
- Використання спеціалізованих термінів, знаків інших семіотичних систем
- Наявність схем, таблиць, малюнків, фотографій

## Особливості наукової мови в мережі Інтернет
З появою нових засобів та можливостей реалізації, впливу інших чинників науковий інтернет-дискурс зазнав наступних трансформацій:
- Подання інформації в зручному для сприймання, привабливому вигляді
- Анонімність завдяки використанню нікнеймів
- Наявність гіперпосилань
- Наближення до стандартів розмовного стилю
- Використання першої особи
- Використання емоційно-оцінних одиниць, які вказують на суб’єктивну оцінку цього наукового твору
- Вживання розмовної лексики, жаргонних, сленгових назв, емотиконів
- Стилістичні огріхи

## Жанри
Наукові тексти, розміщені в Інтернеті, можна розділити на дві групи:
1. Тексти, що мають друковану версію
2. Тексти, що існують тільки в Інтернеті

За формою і змістом традиційні наукові праці, електронні версії яких розміщені в мережі, залишаються тотожними опублікованим виданням, оскільки це ті самі наукові розвідки,  але трансформовані в електронну форму. В той же час їм властиві наступні відмінності:
- Нерелевантність поняття сторінки
- Наявність гіперпосилань
- Можливість пошуку
- Можливість обговорення
- Наявність зворотного зв’язку

### Науково-довідкова література
Науково-довідковий  жанр  наукового  стилю  набув  широкого  поширення  в  мережі Інтернет,  оскільки  активні  глобалізаційні  процеси та доступність Інтернет-технологій сприяли залученню до цього жанру представників усіх соціальних сфер. У мову на позначення нових понять стали активно входити нові слова, сформувалися нові лексико-семантичні групи слів. Неологізми потребували тлумачення, відповідно в мові Інтернету витворився певний інформаційно-довідковий  пласт  наукової  літератури,  який  давав  змогу  користувачеві дізнатися нові значення слів, а також з’ясувати наявні. 
Науково-довідкова  література  диференціювалася  на:
1. Видання,  що  мають  друковані версії (відомі словники, посібники, енциклопедії)
2. Видання, що існують тільки в Інтернеті (словники з Інтернет-термінології, електронні комп’ютерні енциклопедії, довідники з різних нових галузей науки)

Важливу роль відіграють перекладні онлайн-словники та система машинного перекладу взагалі. Проте слід пам’ятати, що на сучасному етапі розвитку інформаційних технологій тексти, отриманні в результаті машинного перекладу, у більшості випадків потребують ґрунтовного редагування. 

### Науково-навчальна література
Науково-навчальна   література,   зокрема,   навчальні   посібники, у  мережі  представлені  дуже  широко  —  від  сучасних  підручників, які   розроблені   на   високому   технологічному   рівні   з   використанням гіпертекстових і гіпермедіальних технологій, до електронних версій звичайних друкованих видань. 
Електронні підручники як один із жанрів наукового стилю в мережі вирізняють такі ознаки:
- Мова електронного підручника має нелінійний характер завдяки широкому застосуванню гіпертексту
- Використання гіпертексту дає можливість виходу за межі наукового дискурсу, переходити до інших типів та рівнів інформації, а відтак до інших стильових різновидів мови
- Можливість зворотного зв’язку (за допомогою електронної пошти), що розширює функціональну сферу наукової мови
- Можливість дистанційного використання, що дає змогу запровадити активний діалог між суб’єктами навчального процесу, зокрема щодо власне навчання та контролю

Окрему  сферу  в  науковій  мові  Інтернету  займають  роботи, якими  послуговуються  користувачі  різних  навчальних  закладів.  Реферати,  курсові,  дипломні,  магістерські  роботи  тощо  —  один  із  найбільших  масивів  науково-навчальної   літератури   в   Інтернеті.   Визначальною   ознакою   такої літератури у мережі є її рівень доступності — значна частина цих робіт перебуває у платному сегменті Інтернету, що демонструє процес комерціалізації у всесвітній мережі взагалі.

### Технічні документи
Технічні тексти, розміщені в Інтернеті, зазнають незначних змін порівняно з друкованими технічними текстами, до яких належать різноманітні керівництва та інструкції, сертифікати, стандарти, технічні паспорти та інші документи.
Для технічних текстів в Інтернеті характерні загальні особливості технічних текстів, а саме:
- Використання спеціалізованих термінів
- Використання знаків інших семіотичних систем
- Наявність схем, таблиць, малюнків, фотографій
- Специфічний синтаксис

Через надмірну кількість нетекстової інформації технічний документ легше розмістити у мережі через гіперпосилання на звичайний файл, у якому можна використати усі елементи креолізованого тексту.

### Персональні сторінки науковців
Науковці мають змогу розміщувати свій науковий  доробок  на  персональних  вебсторінках.  Це  має  наступні переваги:
- Можливість розширення сфери своїх наукових знань
- Популяризація доробку авторів наукових публікацій
- Розширення меж функціонування наукового дискурсу
- Можливість для науковців систематизувати власний науковий доробок відповідно до  проблематики, років виходу публікацій тощо
- Можливість обговорення результатів наукових досягнень з іншими користувачами Інтернету

### Квазінаукові тексти
У мережі є чимало текстів, які належать до псевдонаукових. Вони мають зовнішнє текстове оформлення, що відповідає науковому стилю, проте фактично не є науковими. Йдеться про астрологію, ворожіння, гороскопи та ін. Тематику цих текстів не можна віднести до якихось із існуючих на сьогодні наукових дисциплін. Ці тексти не виконують основного завдання — використання «з пізнавально-інформативною метою в галузі науки та освіти».